# 乌鲁木齐中路
乌鲁木齐中路是上海市徐汇区及静安区的一条道路，在1911年到1943年之间的名称为麦琪路（Route Alfread Magy）。该路为南北走向，南至淮海中路接乌鲁木齐南路，北至华山路接乌鲁木齐北路，全长880米。宽12至27米。
1911年，上海法租界公董局越界修筑此路，名称为麦琪路。1943年汪精卫政权接收租界，改名为中迪化路。1946年改名迪化中路。1954年改名乌鲁木齐中路。沿路为住宅区。2013年路牌一度改为“乌中路”，后被更正。
1990年代末至2013年，位于乌鲁木齐中路安福路等地块发生过多起强拆事件，当地居民就拆迁与当局对峙，动迁组曾使用多种方式（包括武力）迫使居民搬迁，典型事如2005年乌鲁木齐中路179弄“麦琪里”纵火强拆事件，为使留守居民动迁，开发商纵火导致两名老人丧生，与“麦琪里”隔安福路相望的乌鲁木齐中路99弄“汇贤居”，在建造完成之前的旧式里弄也有火灾发生，相传为居民抗议动迁而在家中自焚，其妻上访至今无果。知名旅华记者Rob Schmitz在其编写的小说《长乐路》中对这一系列事件有所记载，后该书在中国绝版。
2022年11月末，由于发生在此地的抗议事件，该路的路牌变成一种抗议象征物，多地在进行相关示威时都会展示复制的路牌样式。

## 抗议事件

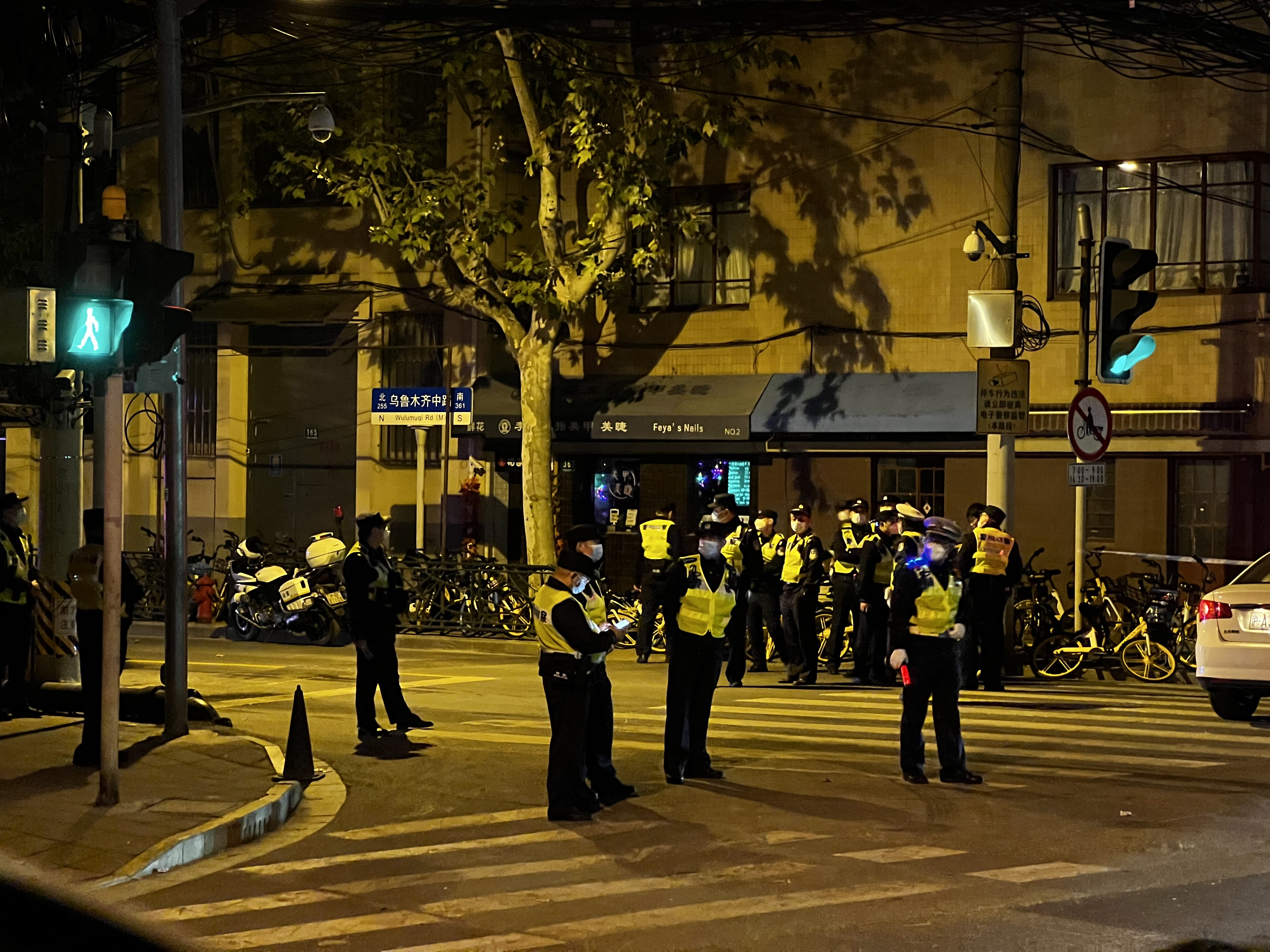
2022年11月27日晚，被戒严的乌鲁木齐中路。

2022年11月26日晚，因不满清零政策以及当局对2022年新疆乌鲁木齐高层住宅楼火灾的解释与言论审查并响应同时发生的2022年新疆乌鲁木齐抗议，市民在此举行悼念抗议活动。后事态升级。现场视频显示示威者喊出“共产党下台”，“习近平下台”在内的反政府口号。27日下午，上海市民再次在此聚集，当晚拍到有工人拆走乌鲁木齐中路的路牌，拆下来的路牌被扔在附近的工地。

## 交汇道路
- 华山路
- 长乐路
- 安福路
- 五原路
- 复兴西路
- 淮海中路

## 建筑
- 12号  华山医院